# NGC 2848
NGC 2848 est une galaxie spirale intermédiaire située dans la constellation de l'Hydre. NGC 2848 a été découverte par l'astronome germano-britannique William Herschel en 1785.

## Caractéristiques
La classe de luminosité de NGC 2848 est III et elle présente une large raie HI. Elle renferme également des régions d'hydrogène ionisé.

### Distance
Sa vitesse par rapport au fond diffus cosmologique est de 2 361 ± 23 km/s, ce qui correspond à une distance de Hubble de 34,82 ± 2,46 Mpc (∼114 millions d'al).
À ce jour, 13 mesures non basées sur le décalage vers le rouge (redshift) donnent une distance de 18,892 ± 6,377 Mpc (∼61,6 millions d'al), ce qui est légèrement à l'extérieur des valeurs de la distance de Hubble. Puisque cette galaxie est relativement rapprochée du Groupe local, il est probable que cette valeur soit plus près de la distance réelle de NGC 2848. Notons que c'est avec la valeur moyenne des mesures indépendantes, lorsqu'elles existent, que la base de données NASA/IPAC calcule le diamètre d'une galaxie.

### Classification
Les bases de données NASA/IPAC et HyperLeda classent cette galaxie comme une spirale intermédiaire (SAB) alors que Wolfgang Steinicke et le professeur Seligman la classent comme une spirale barrée. L'image de la galaxie ne montre pas la présence évidente d'une barre. Le classement de spirale intermédiaire semble plus approprié.

## Supernova
La supernova SN 1994L a été découverte dans NGC 2848 le 13 avril 1994 par un certain Nicholas J. Brown Cette supernova était de type II.